# Payola
Payola, trong ngành công nghiệp âm nhạc, là hành vi giao dịch bất hợp pháp hoặc sự mua chuộc của các công ty thu âm để phát các bản ghi âm trên đài phát thanh thương mại trong đó bài hát được trình bày như một phần của chương trình phát sóng trong ngày bình thường, mà không thông báo rằng đã được xem xét thanh toán bằng tiền mặt hoặc hiện vật để phát sóng liền kề với chương trình phát sóng của bản ghi âm. Theo luật của Hoa Kỳ, một đài phát thanh có thể phát một bài hát cụ thể để đổi lấy tiền, nhưng điều này phải được tiết lộ trên sóng như được tài trợ thời gian phát sóng.
Thuật ngữ này được dùng để chỉ bất kỳ khoản thanh toán nào không được tiết lộ để quảng bá sản phẩm cho lợi ích riêng (chẳng hạn như nhận được các đánh giá tích cực). Một số đài phát thanh báo cáo các bài hát mới nhất và phổ biến nhất cho các ấn phẩm công nghiệp. Số lần các bài hát được phát có thể ảnh hưởng đến mức độ phổ biến của bài hát.
Thuật ngữ payola là sự kết hợp của "pay" (trả tiền) và "ola", một hậu tố phổ biến của tên sản phẩm trong đầu thế kỉ XX, chẳng hạn như Pianola, Victrola, Amberola, Crayola, Rock-Ola, Shinola, hoặc thương hiệu như thiết bị vô tuyến nhà sản xuất Motorola. Payola có nghĩa là thanh toán hối lộ trong thương mại và theo luật để nói hoặc làm một điều gì đó trái với các quy tắc của pháp luật, nhưng cụ thể hơn là hối lộ thương mại. FCC định nghĩa "payola" là vi phạm quy tắc nhận dạng tài trợ.